# Hoanya

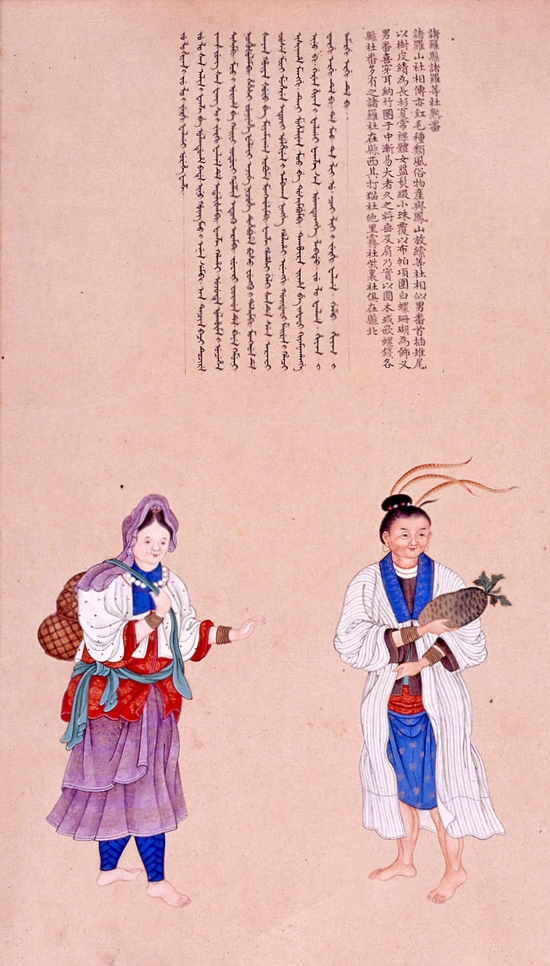
Pingpu-Ureinwohner, dargestellt von Xie Sui um 1760

Hoanya (chinesisch: 洪雅族群 Hóngyǎ zúqún) ist die Bezeichnung für eine indigene Volksgruppe auf der Insel Taiwan, die aus den Stämmen der Hoanya, Lloa (羅亞 Luoya) und Arikun (阿立昆 Alikun) besteht. Die Hoanya werden zu den Pingpu („Flachland-Völkern“) gezählt.

## Siedlungsgebiet
Das ursprüngliche Siedlungsgebiet der Hoanya lag in der westtaiwanischen Ebene und erstreckte sich von den Ausläufern des Taiwanischen Zentralgebirges im Osten bis zur Küste der Taiwanstraße im Westen. Es umfasste Gebiete, die heute zur Stadt Taichung, den Landkreisen Changhua, Nantou, Yunlin und Chiayi sowie zur Stadt Tainan gehören. Heute leben die meisten Hoanya im zentraltaiwanischen Puli (Nantou).

## Name
Als japanische Ethnologen zur Zeit der japanischen Herrschaft über Taiwan (1895–1945) mit der Erforschung der indigenen Bevölkerung der Insel begannen, trafen sie in der westtaiwanischen Ebene drei Ethnien an, deren Siedlungsgebiete ineinander verwoben waren und die sich selbst als Hoanya, Lloa und Arikun bezeichneten. Da die drei Gruppen sich in Sprache und Kultur kaum voneinander unterschieden und zudem bereits erheblich durch die Kultur der han-taiwanischen Mehrheitsgesellschaft assimiliert waren, fassten die Forscher sie unter dem Oberbegriff Hoanya zusammen.
Manche taiwanischen Wissenschaftler vermuten, dass der Name Hoanya nicht aus einer indigenen Sprache stammt, sondern sich aus dem taiwanischen Ausdruck Hoan-á (番仔), mit dem allgemein Ureinwohner bezeichnet wurden, entwickelt habe. Manche Ureinwohner, so die Annahme, hätten den Ausdruck im Lauf der Zeit als Selbstbezeichnung übernommen.

## Geschichte
Mitte des 17. Jahrhunderts waren die Hoanya gemeinsam mit den Papora, Pazeh und Babuza Teil einer Stammeskonföderation, die von den Niederländern, die den Süden Taiwans kontrollierten, das Königreich Middag genannt wurde. Nach der Übernahme Taiwans durch die Qing-Dynastie wanderten chinesische Siedler in großer Zahl nach Taiwan ein, was zu Spannungen führte, die sich 1731–1732 in einem Aufstand der verbündeten Pingpu-Völker entluden. Der Aufstand wurde mit Härte niedergeschlagen und die Ureinwohner, darunter auch die Hoanya, wurden dezimiert. In den folgenden Jahrzehnten wurden die indigenen Völker der Ebene infolge der anhaltenden chinesischen Einwanderung verdrängt oder sinisiert. Anfang des 19. Jahrhunderts siedelten die Hoanya wie auch andere Pingpu-Völker ins zentraltaiwanische Puli über.

## Kultur
Die Religion der Hoanya ist von Ahnenverehrung geprägt. Das wichtigste Fest ist das Ahnenfest Tei-vakkai. Ein weiteres traditionelles Fest, dass nach langer Unterbrechung seit 2013 wieder gefeiert wird, ist das Volljährigkeitsfest, das von Movai, einem Wettlauf junger Männer begleitet wird. Weitere Feste sind das Neujahrsfest im zweiten Monat des Lunarkalenders und das Erntefest im siebten oder achten Monat.
Die ausgestorbene Sprache der Hoanya wird aufgrund ihrer Ähnlichkeit zur Sprache der Papora für gewöhnlich als Papora-Hoanya bezeichnet. Sie gehört wie alle Formosa-Sprachen zu den austronesischen Sprachen.

## Gegenwart
Seit Beginn des 21. Jahrhunderts gibt es Bestrebungen, die Kultur der Hoanya wiederzubeleben. Im Jahr 2013 gründeten Vertreter der Hoanya-Siedlungen in Puli eine Vereinigung zur Förderung der traditionellen Kultur, deren Ziel langfristig die Anerkennung als offizielles Ureinwohnervolk durch die taiwanische Regierung ist.
Manche Angehörigen der Lloa und Arikun bestreiten, dass es ein historisches Volk namens Hoanya gab, und betonen ihre Eigenständigkeit.